# Pojazd Minowania Narzutowego Baobab-K
Pojazd Minowania Narzutowego, przeznaczony do realizacji zadań wsparcia inżynieryjnego w postaci ustawiania narzutowych pól minowych, z wykorzystaniem min przeciwpancernych MN-123. Umożliwia tworzenie różnej gęstości zapór przeciwpancernych zdolnych do unieszkodliwiania i niszczenia różnego rodzaju pojazdów wojskowych przeciwnika. Pojazd pozwoli na zwiększenie zdolności Sił Zbrojnych RP w zakresie realizacji zadań wsparcia inżynieryjnego przez pododdziały saperskie poprzez automatyczne i samobieżne ustawianie narzutowych pól minowych na wybranym obszarze.

## Historia
W latach 90. XX wieku opracowano w Polsce pojazd minowania narzutowego Inżynieryjnego Systemu Minowania Kroton, lecz Wojsko Polskie zamówiło tylko kilka sztuk. Ponownie wojsko zainteresowało się systemami minowania narzutowego pod koniec drugiej dekady XXI wieku. Pojazd Minowania Narzutowego jest efektem pracy badawczo-rozwojowej zrealizowanej na podstawie umowy zawartej przez HSW z Agencją Uzbrojenia z 28 grudnia 2018 r. W wyniku prowadzonych prac powstał prototyp, następnie zostały potwierdzone w badaniach założenia taktyczno-techniczne tego systemu oraz została opracowana dokumentacja techniczna umożliwiająca rozpoczęcie produkcji seryjnej. Projekt badawczo-rozwojowy systemu zakończył się pozytywnym wynikiem badań kwalifikacyjnych w listopadzie 2022 roku.
W dniu 14 czerwca 2023 r. Huta Stalowa Wola S.A. zawarła z Agencją Uzbrojenia umowę na dostawę Pojazdów Minowania Narzutowego. Umowa obejmuje dostawę do Sił Zbrojnych RP 24 egzemplarzy Pojazdów Minowania Narzutowego produkowanego przez konsorcjum, w skład którego wchodzi Polska Grupa Zbrojeniowa S.A. oraz  Huta Stalowa Wola S.A. Wraz z pojazdami dostarczone zostaną specjalistyczne zestawy obsługowo-naprawcze. Wartość umowy wynosi ok. 510 mln zł, a dostawy zostaną zrealizowane w latach 2026-2028.

Dzięki dzisiejszej nowej umowie, PMN BAOBAB-K dołącza dziś do oferty zaawansowanych systemów pola walki, które Huta Stalowa Wola S.A. będzie produkować dla wojsk inżynieryjnych. PMN jest efektem pracy polskich inżynierów, który wchodzi w etap produkcji seryjnej. Dla nas to nie tylko wyróżnienie, ale też potwierdzenie naszych umiejętności w zakresie rozwijania zaawansowanych technologii zgodnych z najnowocześniejszymi trendami technicznymi, taktycznymi oraz oczekiwaniami żołnierzy – powiedział prezes zarządu Huty Stalowa Wola S.A. Jan Szwedo.

## Konstrukcja pojazdu
System składa się z sześciu modułów-miotaczy min osadzonych na podwoziu wojskowego samochodu ciężarowego Jelcz P882.53 8 x 8. Załoga składa się z dwóch żołnierzy, którzy zajmują miejsca w opancerzonej kabinie (odporność balistyczna poziom I według STANAG 4569). Dodatkowe wyposażenie stanowi radiostacja UKF oraz system łączności wewnętrznej. Ochronę pasywną pojazdu zapewnia system samoobrony Obra-3 z 8 wyrzutniami granatów dymnych na stropie kabiny.
System może przewozić łącznie do 600 min przeciwpancernych MN-123 (w wersjach o działaniu natychmiastowym i zwłocznym z opcją programowalnej samolikwidacji). Każdy z miotaczy wyposażony jest 20 luf mieszczących po 5 min, a ich załadowanie odbywa się z wykorzystaniem integralnego urządzenia dźwigowego w czasie poniżej 30 minut. 
Proces minowania jest w pełni zautomatyzowany, z opcją ręcznego sterowania przez operatora systemu: obsługa wybiera tylko rozmiar i gęstość pola minowego – pojazd automatycznie dostosowuje swoją prędkość, a układ odpowiedzialny za sterowanie oblicza nastawy wyrzutni, częstotliwość miotania min czy kierunek w którym są wyrzucane. Jednocześnie pojazd automatycznie rejestruje i zapisuje położenie pola minowego.
Podstawowe parametry techniczne
- załoga: 2 osoby,

- całkowita liczba min: 600 sztuk,

- czas przeładowania: < 30 min,

- zasięg (szerokość) układania pola minowego: od 60 do 180 m,

- prędkość układania min: od 5 do 20 km/h (dostosowywana automatycznie do gęstości pola minowego),

- długość pola minowego: może w ciągu 22 minut ułożyć pole minowe o długości 1800 i szerokości 180 metrów[5].

## Mina przeciwpancerna MN-123
Ustawione w ten sposób pole minowe składa się z min MN-123. To opracowane w Polsce na potrzeby stawiacza min ISM Kroton przeciwdenne, przeciwpancerne miny narzutowe. Każda z min jest wyposażona w dwustronny ładunek kumulacyjny i niekontaktowy zapalnik.
Detonacja miny następuje pod obrysem przejeżdżającego nad nią pojazdu, na skutek zakłócenia pola magnetycznego, co inicjuje zapalnik. Detonacja następuje także przy poruszeniu czy próbie usunięcia miny. Zgodnie z wymogami prawa, MN-123 jest wyposażona w mechanizm samolikwidacji, a brak wybuchu po ustalonym czasie sprawia, że mina nie może samodzielnie detonować.

## Baobab-G
20 stycznia 2025 Agencja Uzbrojenia MON na stronie internetowej, poinformowała o zamiarze przeprowadzenia konsultacji na temat opracowania i produkcji nowego transportera minowania narzutowego na podwoziu gąsienicowym.
Nowy system minowania, czyli Baobab-G miałby korzystać z istniejącej wyrzutni, która zamiast na podwoziu kołowym, zostanie umieszczona na platformie gąsienicowej. Na świecie odpowiednikiem takiego systemu są m.in.: amerykański system Volcano, niemiecki Scorpion czy brytyjski Shielder. Polski przemysł, głównie Huta Stalowa Wola dysponuje wszystkimi elementami, potrzebnymi do budowy takiego pojazdu: podwoziami, gotowym systemem wyrzutni, jak również montowanym w Baobabie-K automatycznym systemem załadowczym pozwalającym na szybkie uzupełnienie zapasu min. Polski system będzie najprawdopodobniej umieszczony na dostosowanym do takich zadań podwoziu Borsuka (Uniwersalna Modułowa Platforma Gąsienicowa). Polska eksploatuje obecnie kilka sztuk gąsienicowego systemu minowania Kroton, zastąpienie go nowocześniejszym Baobabem-G pozwoli na ujednolicenie platformy minowania narzutowego w Wojsku Polskim..